# Eric Wood
Eric Wood (* 18. März 1986 in Cincinnati, Ohio) ist ein ehemaliger US-amerikanischer American-Football-Spieler auf der Position des Centers. Er spielte neun Saisons bei den Buffalo Bills in der National Football League (NFL).

## College
Wood, der Angebote von mehreren Universitäten hatte, entschied sich für die University of Louisville und spielte für deren Mannschaft, die Cardinals, erfolgreich College Football, wobei er insgesamt 49 Spiele bestritt.

## NFL
Beim NFL Draft 2009 wurde er in der 1. Runde als 28. Spieler von den Buffalo Bills ausgewählt und konnte sich dort sofort etablieren. Bereits in seinem Rookiejahr lief er als Starting-Offensive Guard auf der rechten Seite auf. Wegen eines Unterschenkelbruchs musste er die Spielzeit frühzeitig beenden.
2010 wurde er erstmals auch als Center eingesetzt. Seit 2011 spielt er ausschließlich auf dieser Position. Seit 2013 blieb er von Verletzungen verschont und bestritt seither jedes Spiel der Bills. 2015 wurde er erstmals in den Pro Bowl berufen.
Nach der Saison 2017 musste Eric Wood seine Karriere aufgrund einer Nackenverletzung beenden.

## Nach der Karriere als Aktiver
Seit 2019 arbeitet Wood in der Medienabteilung der Buffalo Bills.